# Chiesa di San Michele Arcangelo (Budrio)
La chiesa di San Michele Arcangelo è la parrocchiale di Mezzolara, frazione di Budrio nella città metropolitana di Bologna. Appartiene al vicariato di Budrio-Castel San Pietro Terme dell'arcidiocesi di Bologna e la sua storia inizia nel XIII secolo.

## Storia
Il primo luogo di culto cattolico a Mezzolara è dovuto quasi certamente alla volontà della nobile famiglia Bianchi che lo fece erigere nel XIII secolo. Il sito scelto per la chiesa si rivelò tuttavia poco felice a causa delle frequenti inondazioni e conseguenti danneggiamenti provocati dal vicino torrente Idice. Fu necessaria quindi la sua ricostruzione a partire dal 1459,e fu scelta come posizione la piazza della comunità. Sino al 1636 la chiesa di San Michele Arcangelo fu sussidiaria della più antica ed importante pieve di Budrio, la chiesa dei Santi Gervasio e Protasio. Il portico davanti alla facciata venne costruito nel XVI secolo e in quel periodo anche la sala venne modificata.
Dopo gli interventi settecenteschi, nella seconda metà del XIX secolo la navata centrale fu rifinita con la volta a botte, vennero restaurate le navate laterali con le loro cappelle e fu eretta la torre campanaria.
La chiesa venne fortemente danneggiata durante la seconda guerra mondiale a pochi giorni dalla liberazione da un bombardamento alleato il 21 aprile 1945.
In seguito vennero realizzati necessari restauri e la canonica fu oggetto di una completa ricostruzione. L'ultimo ciclo di restauri è stato realizzato alla fine del XX secolo.

## Descrizione

### Esterno
Il prospetto principale è preceduto da un importante a tre grandi arcate a tutto sesto che poggia su colonne al centro e su pilastri lateralmente. La facciata si presenta in forme neoclassiche e nella parte superiore è conclusa dal frontone triangolare. La torre campanaria si alza sulla parte sinistra, in posizione arretrata.

### Interno
L'interno è a navata unica, con due cappelle laterali e cantoria in controfacciata. Nella sala è conservato il dipinto raffigurante Madonna del Rorario e santi del pittore fiammingo Denijs Calvaert.